# Jenerálka

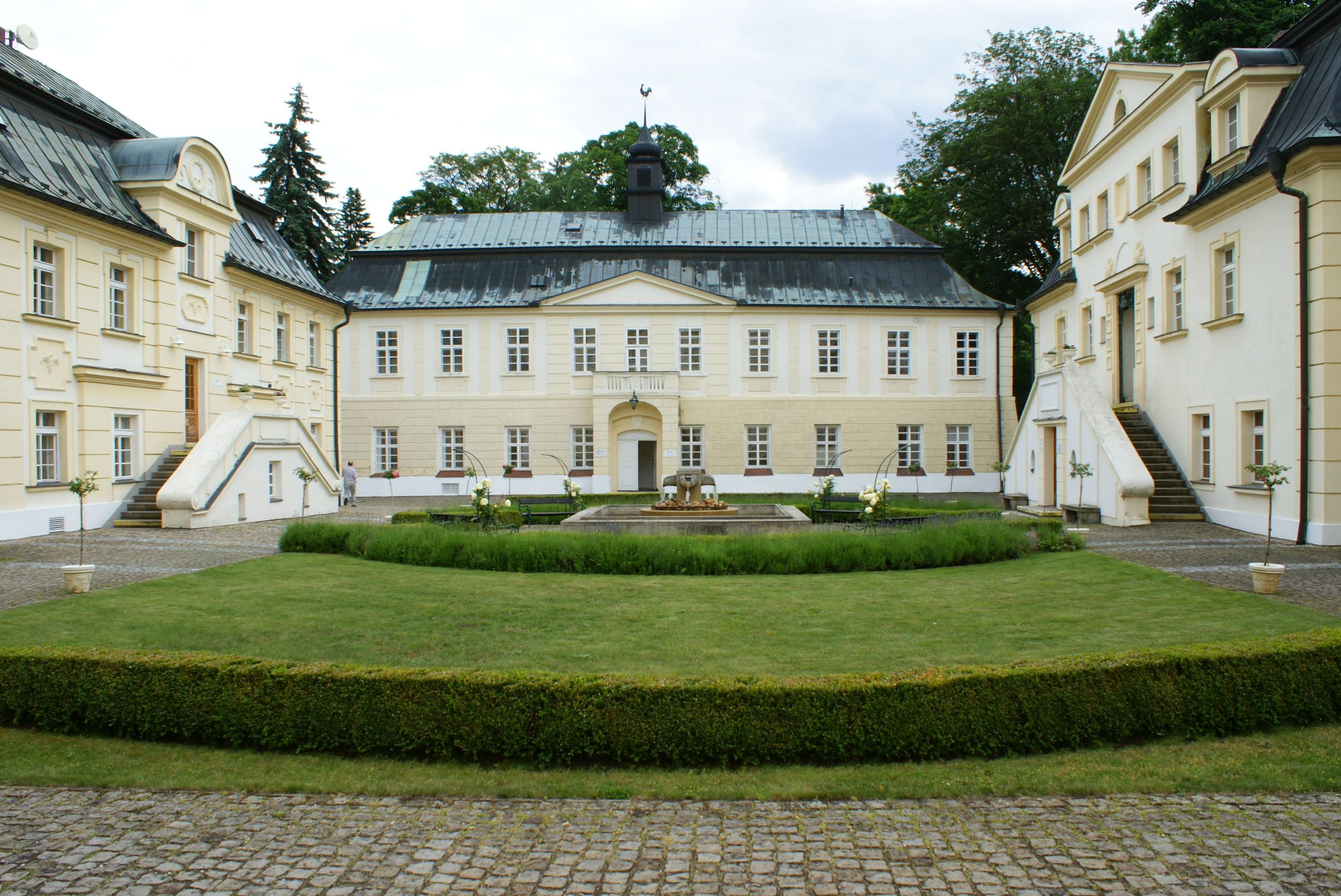
Das Schloss Jenerálka

Jenerálka ist eine Siedlung im Nordwesten der tschechischen Hauptstadt Prag.

## Geographie
Jenerálka befindet sich linksseitig des Šárecký potok an der Einmündung des Krutecký potok. Sie liegt im Naturpark Šárka-Tal im Stadtteil Dejvice. Der Ort ist in der Fachwelt als steinzeitliche Fundstätte bekannt. Das Schloss stammt aus dem 18. Jahrhundert.

## Archäologische Fundstätte
1895 fand Jan Nepomuk Woldřich, Professor der Geologie und Paläontologie an der Karls-Universität, in einer Tongrube in Jenerálka Reste einer jungpaläolithischen Siedlung: Feuerstellen, 414 Steinwerkzeuge und eine große Zahl von zertrümmerten Tierknochen. Die Steingeräte ähneln Funden aus dem österreichischen Krems-Hundsteig. Die Tierreste stammen unter anderem von Pferden, Rentieren, Wollnashörnern, Mammuts und Saiga-Antilopen. Zwei Knochen wurden 2003 einer Radiokarbon-Analyse unterzogen und auf 22.480 ± 290 BP beziehungsweise 21.910 ± 270 BP (der Röhrenknochen eines Mammuthus primigenius) datiert. Die Siedlung stand auf der Kulturstufe des Gravettien, möglicherweise auch des späten Aurignacien.
Die Gegend scheint dann spätestens seit der Jungsteinzeit kontinuierlich bewohnt und bewirtschaftet gewesen zu sein. Weitere Funde aus Jenerálka gehören zur Bandkeramischen Kultur und zur frühslawischen Zeit.

## Naturdenkmal
Die felsige Anhöhe, auf der die vorgeschichtliche Siedlung gelegen hatte, besteht aus sehr altem Gestein: feinkörniger Grauwacke, Schluffstein und Tonschiefern aus dem oberen Proterozoikum. Am Südwesthang findet sich auch vulkanisches Material des unteren Ordovizium. Auf dem kargen Boden wachsen xerotherme Trockenrasen-Gesellschaften, vorwiegend des Typs Festuco-Brometea. Als markantes geologisches und topographisches Element ist die Anhöhe seit 1968 ein Naturdenkmal.

## Schloss Jenerálka
Seit dem Mittelalter war der Ort ein Weingut im Eigentum des Klosters Strahov. Die Prämonstratenser erbauten an Stelle des Gutshofes in der 2. Hälfte des 18. Jahrhunderts ein Schlösschen. Im 19. Jahrhundert wurde es im neobarocken Stil umgestaltet und diente als Sommersitz Prager Bürger; unter anderem wohnte hier der Landschaftsmaler August Piepenhagen.
Im 20. Jahrhundert erfuhr Jenerálka eine wechselvolle Nutzung: Ab 1923–24 erholten sich in dem Schloss Veteranen der Tschechoslowakischen Legionen. 1942–1944 brachte die Gestapo in Jenerálka etwa 50 Kinder unter, deren Eltern nach dem Attentat auf Reinhard Heydrich hingerichtet worden waren. Noch in den letzten Kriegstagen ließ Karl Hermann Frank hier eine Gruppe von tschechoslowakischen Politikern und Diplomaten (unter anderem Arnošt Heidrich und Kamil Krofta) inhaftieren. Nach dem Krieg nutzte das Elektronikunternehmen TESLA die Gebäude als Betriebsstätte. Von 1997 bis 2014 war das Haus Sitz des „Internationalen Baptistischen Theologischen Seminars“ (IBTS) und Hotel.